# Ostoja Stjepanović
Ostoja Stjepanović (en macédonien : Остоја Стјепановиќ), né le 17 janvier 1985 à Skopje en Yougoslavie, est un footballeur international macédonien, qui évolue au poste de milieu défensif.

## Biographie

### Carrière en club
Avec le club du Vardar Skopje, Ostoja Stjepanović dispute deux matchs en Ligue des champions, pour un but inscrit, et deux matchs en Ligue Europa,. Il inscrit son premier but en Ligue des champions le 18 juillet 2012, lors d'un match contre le BATE Borisov comptant pour le deuxième tour préliminaire de cette compétition.

### Carrière internationale
Ostoja Stjepanović compte 18 sélections avec l'équipe de Macédoine depuis 2012. 
Il est convoqué pour la première fois en équipe de Macédoine par le sélectionneur national Čedomir Janevski, pour un match amical contre la Slovénie le 14 novembre 2012. Il entre à la 60e minute de la rencontre, à la place de Darko Tasevski. Le match se solde par une victoire 3-2 des Macédoniens.

## Palmarès
- Avec le Vardar Skopje
  - Champion de Macédoine en 2012 et 2013
  - Vainqueur de la Coupe de Macédoine en 2007.